# سد یاناگوچا
سد یاناگوچا (به اسپانیایی: Yanaqucha) یک دریاچه در پرو است که در Peru واقع شده‌است.